# Deprea orinocensis
Deprea orinocensis är en potatisväxtart som först beskrevs av Carl Sigismund Kunth, och fick sitt nu gällande namn av Constantine Samuel Rafinesque. Deprea orinocensis ingår i släktet Deprea och familjen potatisväxter. Inga underarter finns listade i Catalogue of Life.